# Brec Bassinger
Brec Bassinger (Saginaw, 25 de maio de 1999) é uma atriz norte-americana, mais conhecida por seu papel principal como Bella Dawson na série Bella and the Bulldogs da Nickelodeon, seu papel recorrente como Emma em The Haunted Hathaways, sua parte como Roni Sweetzer na série All Night do Hulu, e seu papel como Maxie em Status Update (2018). Desde de 2020, ela protagoniza a série Stargirl.

## Vida pessoal
Bassinger mora junto com sua mãe, o resto da família continua no Texas. Ela joga basquete, volleyball, pratica rally, e também atua em competições de cheerleader.
Bassinger começou participando de concursos de beleza com 3 anos de idade e concorreu ao concurso de Mini Miss Mundo em 2009.

## Filmografia
| Ano       | Título                 | Papel                      | Notas                                        |
| --------- | ---------------------- | -------------------------- | -------------------------------------------- |
| 2013-2016 | The Goldbergs          | Zoe Macintosh              | Episódio "The Circle of Driving"             |
| 2013–2014 | The Haunted Hathaways  | Emma                       | Personagem recorrente                        |
| 2015–2016 | Bella and the Bulldogs | Bella Dawson               | Personagem Principal                         |
| 2015      | Liar, Liar Vampire     | Vi                         | Personagem Principal; Filme de televisão     |
| 2015      | Ho Ho Holiday Special  | "ela mesma"                | Especial de Natal da Nickelodeon             |
| 2016-2018 | School of Rock         | Keyla                      | Personagem recorrente na segunda temporada   |
| 2018      | All Night              | Roni                       | Série original Hulu                          |
| 2018      | Chiken Girls           | Babs                       | Personagem recorrente                        |
| 2019-2021 | The Loud House         | Margo                      | 4 episódios                                  |
| 2020      | Legends of Tomorrow    | Stargirl/Courtney Whitmore | Episódio "Crisis on Infinite Earths, Part 5" |
| 2020–2022 | Stargirl               | Stargirl/Courtney Whitmore | Papel principal                              |
| 2021      | Black Box              | Riley                      | 8 episódios                                  |
| 2022      | Robot Chicken          |                            | 1 episódio                                   |

| Ano          | Título                    | Papel      | Notas |
| ------------ | ------------------------- | ---------- | ----- |
| 2018         | Status Update             | Maxi Moore |       |
| 2018         | Killer Under the Bed      | Kilee      |       |
| 2019         | 47 Meters Down: Uncaged   | Catherine  |       |
| por anunciar | Saturday at the Starlight | Felicia    |       |
| por anunciar | The Man in the White Van  | Margaret   |       |

## Prêmios e indicações
| Ano  | Prêmio                | Categoria                | Resultado |
| ---- | --------------------- | ------------------------ | --------- |
| 2009 | World Our Little Miss | Best Child Pageant Queen | Indicada  |